# دانشگاه تافتس
دانشگاه تافتس (به انگلیسی: Tufts University) یک دانشگاه تحقیقاتی خصوصی در کلان‌شهر بوستون واقع در ایالت ماساچوست آمریکا است که در سال ۱۸۵۲ میلادی تأسیس شده‌است.
پیر امیدیار مؤسس شرکت eBay، ناصر طالب‌زاده پزشک ایرانی و دکتر علی میروکیلی استاد الکترونیک دانشگاه یزد از دانش آموختگان ایرانی دانشگاه تافتس هستند.

## رنکینگ
در رتبه‌بندی جهانی دانشگاه‌ها QS در سال ۲۰۲۰ دانشگاه تافتس در رده ۲۵۳ دنیا قرار گرفته‌است. همچنین در رتبه‌بندی مؤسسه تایمز در سال ۲۰۲۰ این دانشگاه رتبه ۱۳۹ را در بین دانشگاه‌های جهان از آن خود کرده‌است.

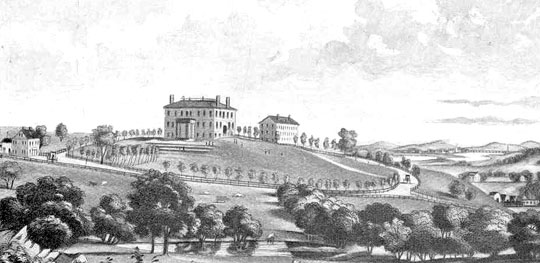